# Aaron Kitchell
Aaron Kitchell (Hanover Township, 1744. július 10. – Hanover Township, 1820. június 25.) politikus amerikai szenátor 1805–1809 között, kongresszusi és állami törvényhozási képviselő, eredeti foglalkozására nézve kovács.

## Élete
Aaron Kitchell 1744. július 10-én született New Jersey-ben, Hanover városkában. Apja Joseph Kitchell, anyja Rachel Bates volt. Eredeti foglalkozása kovács.
Kitchell 1767-ben vette feleségül Phebe Farrandet. A házaspárnak tizenegy gyermeke született, de közülük öten még csecsemőkorukban meghaltak.
1781-től 1809-ig kisebb-nagyobb megszakításokkal az állami törvényhozás tagja volt. 1791-től 1793-ig New Jersey képviselője volt a szövetségi kongresszus alsóházában. 1794-ben rendkívüli választáson ismét megválasztották a hivatalban elhunyt Abraham Clark helyére, majd 1795-ben ismét újraválasztották. Az 1797–99-es ciklusban nem volt tagja a Kongresszusnak, de aztán 1799-től 1801-ig ismét a képviselőházban szolgált. 1804-ben megválasztották szenátornak. 1805. március 4-én lépett hivatalba, de nem töltötte ki a hatéves ciklust, hanem 1809. március 12-én lemondott. 1820. június 25-én, szülővárosában halt meg.